# Cañón de campaña Tipo 90 75 mm
El Tipo 90 75 mm (九〇式野砲  Kyūmaru-shiki yahō?) era un cañón de campaña empleado por el Ejército Imperial Japonés durante la segunda guerra sino-japonesa, las guerras fronterizas soviético-japonesas y la Segunda Guerra Mundial. Su desginación indica que fue aprobado en el año 1930 (2590 según el calendario japonés). Sería destinado a reemplazar al cañón de campaña Tipo 38 75 mm, pero a causa de restricciones operativas y presupuestarias, el Tipo 38 75 mm continuó siendo empleado.
El Tipo 90 75 mm tuvo prioridad en el frente de Manchuria debido a su alta velocidad de boca y excelente capacidad antitanque. Los Aliados se enfrentaron a este cañón en 1941 y 1942 durante las campañas de Malasia, pero no volverían a enfrentarlo hasta 1945 en Luzón.

## Historia y desarrollo
Antes de la Primera Guerra Mundial, el Ejército Imperial Japonés estaba equipado principalmente con cañones alemanes Krupp. Después del Tratado de Versalles, se cambió a la empresa francesa Schneider et Cie y compró numerosos ejemplares para pruebas y evaluaciones. Con el inicio de un programa de rearme en 1931, entró en servicio un nuevo cañón de campaña de 75 mm ligeramente basado en el Canon de 85 modèle 1927 Schneider producido para Grecia y fue designado Tipo 90.
Sin embargo, se produjeron pocos cañones y el modelo nunca logró su propósito inicial de reemplazar al Tipo 38 75 mm. El diseño de Schneider era muy complejo y costoso de fabricar, precisando unas tolerancias dimensionales muy estrictas que sobrepasaban la capacidad de las industrias japonesas de la época. En especial, el sistema de retroceso requería frecuentemente un mantenimiento complejo, que era difícil de hacer en primera línea.

## Diseño
El Tipo 90 75 mm era singular entre las piezas de artillería japonesas, por tener un freno de boca. Su cureña era de cola dividida. Se produjo en dos versiones: una con ruedas de radios de madera para ser remolcado por caballos y otra con ruedas metálicas con llantas de goma maciza y suspensión reforzada para ser remolcado por vehículos motorizados. La segunda versión fue designada cañón de campaña motorizado Tipo 90 75 mm (機動九〇式野砲, Kidō Kyūmaru-shiki yahō) y pesaba 200 kg más.
Disparaba obuses de alto poder explosivo, antiblindaje, shrapnel, incendiarios, fumígenos y de iluminación. Su alcance de 15.000 m, con un peso de 1.400 kg al disparar, era similar al de otras piezas de artillería de la época.     

## Historial de combate
El Tipo 90 75 mm fue principalmente suministrado a unidades con base en Manchukuo y rara vez desplegado en el Frente del Pacífico. Su principal empleo en combate fue contra el Ejército Rojo en la Batalla de Jaljin Gol Cuando fue desplegado más tarde contra las fuerzas Aliadas, era frecuentemente empleado como cañón antitanque, porque sus obuses de alta velocidad eran eficaces contra vehículos blindados. También fue empleado en la Batalla de Filipinas, la Batalla de Iwo Jima y la Batalla de Okinawa, desplegado con frecuencia junto a unidades blindadas. El Tipo 90 75 mm continuó siendo empleado como cañón de campaña hasta la rendición de Japón.
Este cañón demostró ser algo controvertido en servicio con el Ejército Imperial Japonés, a causa de su peso y costo. Esto llevó a un cambio de producción a mediados de la década de 1930, que dio como resultado al más sencillo cañón de campaña Tipo 95 75 mm. Después de la Batalla de Jaljin Gol, el Tipo 90 75 mm volvió a entrar en producción debido a su mayor alcance y poder de penetración.

## Variantes
Este cañón fue la base para el Cañón Tipo 3 75 mm, empleado como armamento principal del cañón autopropulsado Tipo 3 Ho-Ni III y del tanque medio Tipo 3 Chi-Nu.